# Question answering
Nell'information retrieval, il question answering (QA) consiste nel rispondere automaticamente a una domanda espressa in una lingua naturale. Per trovare la risposta a una domanda, un programma di QA può utilizzare una base di conoscenza o una raccolta di documenti in lingua naturale (un corpus quale il World Wide Web o altre collezioni locali).
La ricerca nell'ambito del QA cerca di affrontare un ampio spettro di tipi di domande quali: fatti, liste, definizioni, come, perché, ipotetiche, vincolate semanticamente, ecc. Collezioni di ricerca variano da piccoli corpora a raccolte di notizie, al World Wide Web.
Si pensa che il QA richieda tecniche di elaborazione del linguaggio naturale più complesse di altri tipi di recupero dell'informazione quali il recupero di documenti. Di conseguenza, i motori di ricerca basati sulla lingua naturale sono a volte considerati i motori di ricerca del futuro.
| Controllo di autorità | GND (DE) 4277060-9 |